# Gadomus aoteanus
Gadomus aoteanus är en fiskart som beskrevs av Mccann och Mcknight, 1980. Gadomus aoteanus ingår i släktet Gadomus och familjen skolästfiskar. Inga underarter finns listade i Catalogue of Life.